# Un drama nuevo
Un drama nuevo es una película española de 1946, del género drama, dirigida por Juan de Orduña, quien también fue autor del guion basado en la obra de teatro homónima, de Manuel Tamayo y Baus.

## Sinopsis
William Shakespeare está preparando el estreno de una nueva obra que trata de una tragedia en que el rey es engañado por su esposa. El famoso cómico Yorick le pide hacer el papel protagonista. Shakespeare acepta pero descubre que el personaje de ficción se parece al real, ya que la esposa de Yorick se ha enamorado de otro actor de la compañía.

## Reparto
- Roberto Font - Yorick
- Julio Peña - Edmundo
- Irasema Dilian - Alicia
- Jesús Tordesillas - William Shakespeare
- Fernando Aguirre - El apuntador
- Gabriel Algara - Conde de Southampton
- Antonio Casas - Jorge

## Premios
2.ª edición de las Medallas del Círculo de Escritores Cinematográficos
| Categoría       | Candidatas          | Resultado |
| --------------- | ------------------- | --------- |
| Mejor película  | Un drama nuevo      | Ganadora  |
| Mejor director  | Juan de Orduña      | Ganador   |
| Mejor música    | Juan Quintero Muñoz | Ganador   |
| Premio especial | Manuel Luna         | Ganador   |